# Adam Frazier
Pour les articles homonymes, voir Frazier.
Adam Timothy Frazier (né le 14 décembre 1991 à Athens, Géorgie, États-Unis) est un joueur d'utilité des Pirates de Pittsburgh de la Ligue majeure de baseball.

## Carrière
Adam Frazier est joueur d'arrêt-court des Bulldogs de l'université d'État du Mississippi. En 2013, il établit le record de simples en une saison pour les Bulldogs, avec 107, et aide son université à atteindre pour la première fois la finale des College World Series, que Mississippi State perd contre UCLA.
Frazier est réclamé au 6e tour de sélection par les Pirates de Pittsburgh lors du repêchage amateur de 2013. Il commence sa carrière professionnelle en ligues mineures dès 2013. Il joue principalement au poste d'arrêt-court, avec quelques présences au deuxième but lorsque nécessaire, mais commence à évoluer régulièrement au champ extérieur après s'être blessé à un doigt au printemps 2015. En 2015, il participe avec l'équipe des États-Unis à la compétition internationale WBSC Premier 12 2015 et est nommé meilleur joueur de deuxième but du tournoi.

### Pirates de Pittsburgh
Adam Frazier fait ses débuts dans le baseball majeur avec les Pirates de Pittsburgh le 24 juin 2016. À sa première saison, il alterne entre le champ extérieur et le deuxième but et dispute au total 66 parties. Il frappe deux circuits et maintient une excellente moyenne au bâton de ,301.